# آپ استریم کالکشن
آپ استریم کالکشن برنامه آژانس امنیت ملی ایالات متحده آمریکا برای شنود تلفنی و شنود الکترونیک از ستون فقرات اینترنت مانند کابل‌های فیبر نوری و مراکز مخابراتی درون و بیرون از آمریکا است. به غیر از آپ استریم کالکشن، آژانس امنیت ملی با برنامه پریزم، اطلاعات را از ارتباطات اینترنتی بدست آمده از شرکت‌های اینترنتی نیز گردآوری می‌کند. هر دو برنامه آپ استریم کالکشن و پریزم، بخشی از واحد عملیات منبع ویژه هستند که مسئول گردآوری اطلاعات با همکاری شرکت‌های مخابراتی است.

## برنامه‌ها
در یکی از اسلایدهای پروندۀ معرفی پریزم، آپ استریم کالکشن این گونه تعریف شده است: "گردآوری داده از کابل‌های فیبر نوری و زیرساخت‌های ارتباطاتی که داده از آنها عبور می‌کند" و می‌گوید که آپ استریم کالکشن بر پایه چهار برنامه نظارتی اصلی فرویو، بلرنی، استورم‌برو، و اوکستار کار می‌کند.
فرویو، بلرنی، و استورم‌برو برنامه‌های گردآوری داده از مراکز درون خاک آمریکا هستند. درحالیکه اوکستار، یک برنامه چتری برای ۸ برنامه متفاوت است که برای گردآوری داده از خارج از آمریکا استفاده می‌شود. هر چهار برنامه، داده را با همکاری شرکت‌های مخابراتی درون و بیرون آمریکا گردآوری می‌کنند.

## جزئیات
برنامه‌های آپ استریم کالکشن اجازه دسترسی به حجم بسیار زیادی از داده را می‌دهند. بر پایه گفته‌های یک مقام ناشناس به خبرنگار وال‌استریت جورنال، نخستین گام پیش‌انتخابی توسط خود شرکت‌های مخابراتی انجام می‌شود. آن شرکت‌ها ترافیک مخابراتی (مانند ایمیل یا صدای گفتگوی تلفنی) را انتخاب می‌کنند که به احتمال بسیار زیاد در خارج از آمریکا است. سپس داده برای آژانس امنیت ملی فرستاده می‌شود. در آنجا مدت کوتاهی پس از کپی کردن ترافیک اینترنت، دومین گام انتخاب با استفاده از "انتخاب‌گرهای پرقدرت" مانند شماره تلفن، ایمیل، و نشانی آی‌پی مردم و سازمان‌هایی که هدف آژانس امنیت ملی هستند انجام می‌شود. اگرچه ویلیام بینی، مقام ارشد پیشین آژانس امنیت ملی و افشاگر کنونی، گفته که آژانس امنیت ملی با کَمینه کردن غربال‌گری خود به دنبال "گردآوری همه چیز" است. داده اینترنت گردآوری شده با برنامه‌های آپ استریم کالکشن می‌تواند با سامانه واکاوی و شناسایی ایکس‌کی‌اسکور، جستجو و پردازش شود.
بر پایه گفته‌های مقامات پیشین و کنونی آمریکایی، بیش از ۱۲ مرکز مخابراتی اینترنتی اصلی در سراسر آمریکا وجود دارند که اینگونه غربال‌گری در آنها انجام می‌شود و همه این مراکز، نزدیک گذرگاه‌های کابل‌های ارتباطی زیردریایی اینترنتی که به آمریکا وارد می‌شوند نیستند. نمونه واقعی مرکزی که آژانس امنیت ملی از آن برای شنود الکترونیک از ستون فقرات اینترنت استفاده می‌کند اتاق ۶۴۱ای شرکت ای‌تی اند تی در سان فرانسیسکو است. وجود این اتاق در سال ۲۰۰۶ (میلادی) آشکار شد. یکی از دستگاه‌هایی که برای غربال ترافیک اینترنت استفاده می‌شود Semantic Traffic Analyzer یا STA 6400 است که شرکت زیرمجموعه بوئینگ به نام ناروس آنرا ساخته است.
برای گردآوری داده از کابل‌های اینترنتی و مراکز مخابراتی خارج از آمریکا، آژانس امنیت ملی، توافق‌های پنهانی با شرکت‌های مخابراتی، به ویژه در اروپا و خاور میانه دارد. هزینه این همکاری با شرکت‌های خارجی از طریق برنامه دسترسی شرکای همکار انجام می‌شود. درست همان منبع پولی که به شرکت‌های مخابراتی درون آمریکا پرداخت می‌شود. هزینه کل این برنامه برای سال مال ۲۰۱۳ (میلادی) تنها ۲۷۸ میلیون دلار آمریکا بوده است.

## وضعیت حقوقی
آپ استریم کالکشن بر پایه چهار لایحه قانونی متفاوت کار می‌کند:
- فرمان اجرایی ۱۲۳۳۳
- سازمان جابجا کننده
- لایحه نظارت بر اطلاعات خارجی
- متمم‌های لایحه ۲۰۰۸ لایحه نظارت بر اطلاعات خارجی ۱۹۷۸

بر پایه دستور دادگاه نظارت بر اطلاعات خارجی در ۳ اکتبر ۲۰۱۱ آپ استریم کالکشن نزدیک به ٪۹ کل ۲۵۰ میلیون داده اینترنتی را برداشت می‌کند که آژانس امنیت ملی، هر سال بر پایه بخش ۷۰۲ متمم‌های لایحه ۲۰۰۸ لایحه نظارت بر اطلاعات خارجی ۱۹۷۸ گردآوری می‌کند. در نیمه نخست سال ۲۰۱۱ (میلادی) آژانس امنیت ملی، ۱۳/۲۵ میلیون داده ارتباط اینترنتی را با آپ استریم کالکشن گردآوری کرده است. اگرچه این مقدار نسبتاً کمی است اما دستور دادگاه نظارت بر اطلاعات خارجی می‌گوید که آپ استریم کالکشن، بسیار مهم است. زیرا برخی از باارزش‌ترین اطلاعات خارجی را گردآوری می‌کند و همچنان هر سال، میلیون‌ها داده اینترنتی را گردآوری می‌کند. بنابراین به دلیل دشواری‌های فنی برای آژانس امنیت ملی، غیر ممکن است که از گردآوری داده از درون آمریکا خودداری کند.

## رسانه

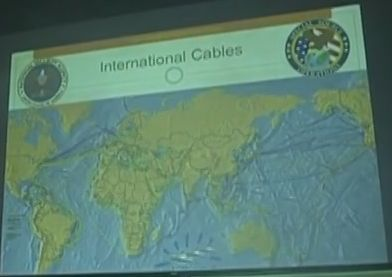
آپ استریم کالکشن: نقشه کابل‌های بین‌المللی
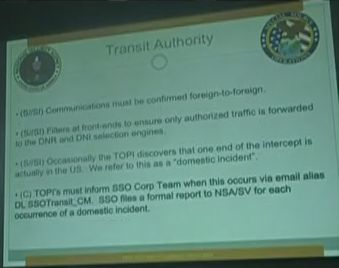
آپ استریم کالکشن: سازمان جابجا کننده
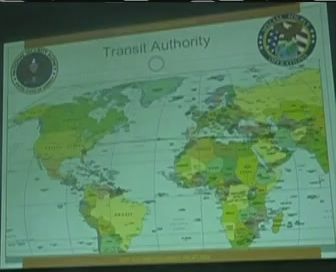
آپ استریم کالکشن: نقشه سازمان جابجا کننده
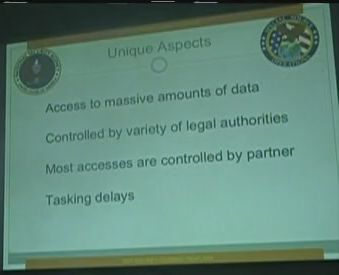
آپ استریم کالکشن: مباحث ویژه
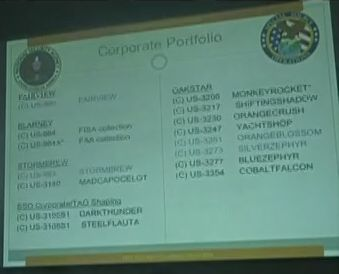
آپ استریم کالکشن: نمونه‌کار همکاری با شرکت‌ها